# Зоряні війни: Учень джедая
Зоряні війни: Учень джедая (англ. Star Wars: Jedi Apprentice)  — серія книг для молодих читачів, написана Джуд Вотсон, за винятком першої книги, яка була написана Дейвом Волвертоном. Серія розповідає про пригоди Квай-Гон Джина і Обі-Ван Кенобі у подіях, що передують фільму «Зоряні Війни. Епізод I: Примарна загроза» (44-39 роки ДБЯ).

## Список книг серії
| Українська назва         | Оригінальна назва         | Дата у всесвіті |
| ------------------------ | ------------------------- | --------------- |
| Становлення Сили         | The Rising Force          | 45 ДБЯ          |
| Володар темної сили      | The Dark Rival            | 45 ДБЯ          |
| Викрадачі пам'яті        | The Hidden Past           | 44 ДБЯ          |
| Знак корони              | The Mark of the Crown     | 44 ДБЯ          |
| Планета воєн             | The Defenders of the Dead | 44 ДБЯ          |
| На роздоріжжі            | The Uncertain Path        | 44 ДБЯ          |
| Обложений храм           | The Captive Temple        | 44 ДБЯ          |
| Час розплати             | The Day of Reckoning      | 44 ДБЯ          |
| Битва за правду          | The Fight for Truth       | 43 ДБЯ          |
| Хиткий мир               | The Shattered Peace       | 43 ДБЯ          |
| Смертельне полювання     | The Deadly Hunter         | 43 ДБЯ          |
| Диявольський експеримент | The Evil Experiment       | 42 ДБЯ          |
| Небезпечний порятунок    | The Dangerous Rescue      | 39 ДБЯ          |
| В силу тісного зв'язку   | The Ties That Bind        | 39 ДБЯ          |
| Загибель надії           | The Death of Hope         | 39 ДБЯ          |
| Поклик помсти            | The Call to Vengeance     | 39 ДБЯ          |
| Єдиний свідок            | The Only Witness          | 39 ДБЯ          |
| Внутрішня загроза        | The Threat Within         | 39 ДБЯ          |

### Спеціальне видання
| Українська назва                       | Оригінальна назва                   | Дата у всесвіті |
| -------------------------------------- | ----------------------------------- | --------------- |
| Спеціальне видання # 1: Хибні уявлення | Special Editions # 1: Deceptions    | 41 ДБЯ — 29 ДБЯ |
| Спеціальне видання # 2: Послідовники   | Special Editions # 2: The Followers | 39 ДБЯ — 29 ДБЯ |